# Kumoemon Tōchūken
Kumoemon Tōchūken (桃中軒 雲右衛門, Tōchūken Kumoemon), 25 octobre 1873 - 7 novembre 1916, est un récitant du genre de chant narratif japonais rōkyoku de l'ère Meiji. Son immense popularité a permis la diffusion de ce genre musical traditionnel. Au sommet de son prestige, il interprétait les contes des 47 rōnin à guichets fermés dans certains des plus grands théâtres de Tokyo et Osaka. Ces représentations ont également attisé le sentiment nationalisme japonais durant la guerre russo-japonaise.
Le style de Tōchūken a profondément influencé le rōkyoku et indirectement aussi l'enka, en particulier la musique de Haruo Minami et Hideo Murata.
Mikio Naruse lui a consacré un biopic en 1936.

## Source de la traduction
- (en) Cet article est partiellement ou en totalité issu de l’article de Wikipédia en anglais intitulé « Kumoemon Tochuken » (voir la liste des auteurs).